# Marianne Rie Kris
Marianne Rie Kris (Vienna, 27 maggio 1900 – Londra, 23 novembre 1980) è stata una psicoanalista austriaca.

## Biografia
Figlia di Oskar Rie, amico di Sigmund Freud,  e Melanie Bondy, divenne amica di Anna Freud, lasciò l'Austria dopo l'invasione del 1938. Dopo la morte di Ernst Kris (28 febbraio 1957), ebbe come cliente Marilyn Monroe. Fu lei a chiedere a Ralph S. Greenson di assistere l'attrice.
Fu una delle beneficiarie del testamento dell'attrice (ebbe 25% del bilancio, che devolse ad una fondazione di Anna).